# Folkomröstningen om Nya Kaledoniens självständighet 2018
Folkomröstningen om Nya Kaledoniens självständighet ordnades den 4 mars 2018. Regionen är en del av Frankrike och har bred autonomi.

## Bakgrund
Nya Kaledonien har varit en del av Frankrike sedan 1853 och fungerade som straffkoloni. De separatistiska grupperna har stridit mot myndigheterna sedan 1980-talet..
Frankrike och regionens ursprungsfolk, kanaker, undertecknade ett fredsavtal (sk. Nouméa-avtalet) år 1998 för att hålla folkomröstningen om Nya Kaledoniens självständighet.
Årets 2018 folkomröstning är en av tre folkomröstningars serie som kartlägger folkets vilja om självständighet från Frankrike. De två andra folkomröstningar hålls 2020 och 2022. Om majoriteten röstar för självständighet även i en av de tre folkomröstningarna, kommer regionen att börja självständighetsförhandlingar med Paris.
Enligt kanakerna finns det diskriminering mot dem. Lönerna är låga och levnadskostnaderna är höga. De som är för självständigheten anser att Nya Kaledoniens viktigaste exportvara, nickel, skulle korrigera situationen och garantera regionens ekonomiska självständighet..
Av Nya Kaledoniens befolkning är 39,1 % kanaker, 27,1 % och 33,8 % från polynesiska grupper.

## Resultat
|                      | Röster  | Andel   |
| -------------------- | ------- | ------- |
| Ja                   | 60 199  | 43,33 % |
| Nej                  | 78 734  | 56,67 % |
| Giltiga röster       | 141 099 |         |
| Ogiltiga röster      | 2 166   | –       |
| Registrerade väljare | 174 165 | 174 165 |
| Valdeltagande        | 81,08 % | 81,08 % |
| Källa:               |         |         |

Eftersom majoriteten var emot självständigheten, inga förhandlingar börjades. Resultatet följdes ganska starkt de etniska linjerna: kanakerna röstade för självständigheten och fransmän röstade emot..